# American Handball

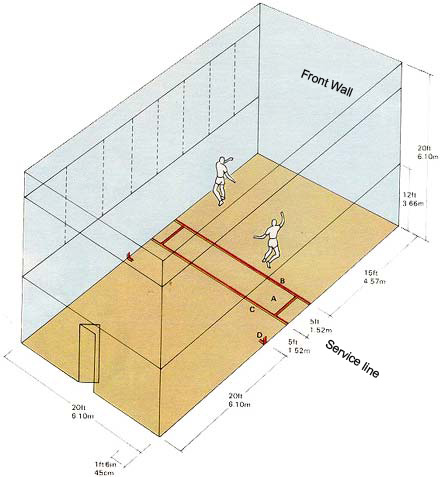
Typische Maße eines Spielplatzes

American Handball (auch court handball bzw. in den Vereinigten Staaten nur handball genannt) ist eine dem englischen Spiel Fives ähnliche Ballsportart; beide werden im Gegensatz zu Squash ohne Schläger, sondern mit Handschuhen oder bloßen Händen gespielt. In Schottland und Irland (Gaelic Handball) ist das Spiel seit dem 15. Jahrhundert bekannt.
Ähnlich dem Squash kann das Spielfeld aus vier Wänden und dem Boden bestehen. Es gibt aber auch one-wall- und three-wall- Versionen. Der Ball ist 1⅞ Zoll im Durchmesser groß und 2,3 Unzen (71,54 Gramm) schwer. Zum Schutz der Hände werden oft Handschuhe getragen. Es wird gespielt einer-gegen-einen, doubles (zwei gegen zwei) oder als „cut-throat“ (Halsabschneider) mit drei Spielern, die dauernd rotieren (server-gegen-zwei). 
Bei four-wall wird der Ball von einer Mannschaft gegen die Vorderwand aufgeschlagen. Der Ball muss über die Anschlaglinie gehen, bevor er abprallt. Von dort darf er dann nur noch eine Seitenwand treffen. Es kann direkt zurückgeschlagen werden oder er darf einmal vom Boden abprallen, bevor er zurückgespielt wird. Die Erwiderung muss entweder die Vorderwand treffen, oder falls es eine Hinterwand gibt, von dort zur Vorderwand prallen ohne Dach oder Seitenwände zu treffen. 
Das Spielfeld ist 20 Fuß (6,10 Meter) breit, 20 Fuß hoch und 40 Fuß (12,0 Meter) lang.
American Handball ist physisch extrem fordernd und ein sehr guter Fitnesssport, der den ganzen Körper trainiert.